# Jin-Roh
Jin-Roh (Japonês:人狼) é um filme anime de 1999 dirigido por Hiroyuki Okiura, baseado no mangá Kerberos Panzer Cops, escrito por Mamoru Oshii.

## Enredo
Numa história alternativa, os nazis venceram a Segunda Guerra Mundial e o Japão é um estado totalitário. Kazuki Fuse, membro de uma brigada de elite anti-terrorista, desenvolve um complexo romance com a irmã de uma jovem terrorista que se detonou à sua frente.